# 통합조항
통합조항(Integration clause)은 미국법상 개념으로 계약을 체결할 때 과거 모든 합의내용을 하나의 문서로 통합하기로 약정하는 조항을 말한다. 완전합의조항이라고도 한다.

## 같이 보기
- 구두증거배제의 법칙